# 텔레비전 프로그램

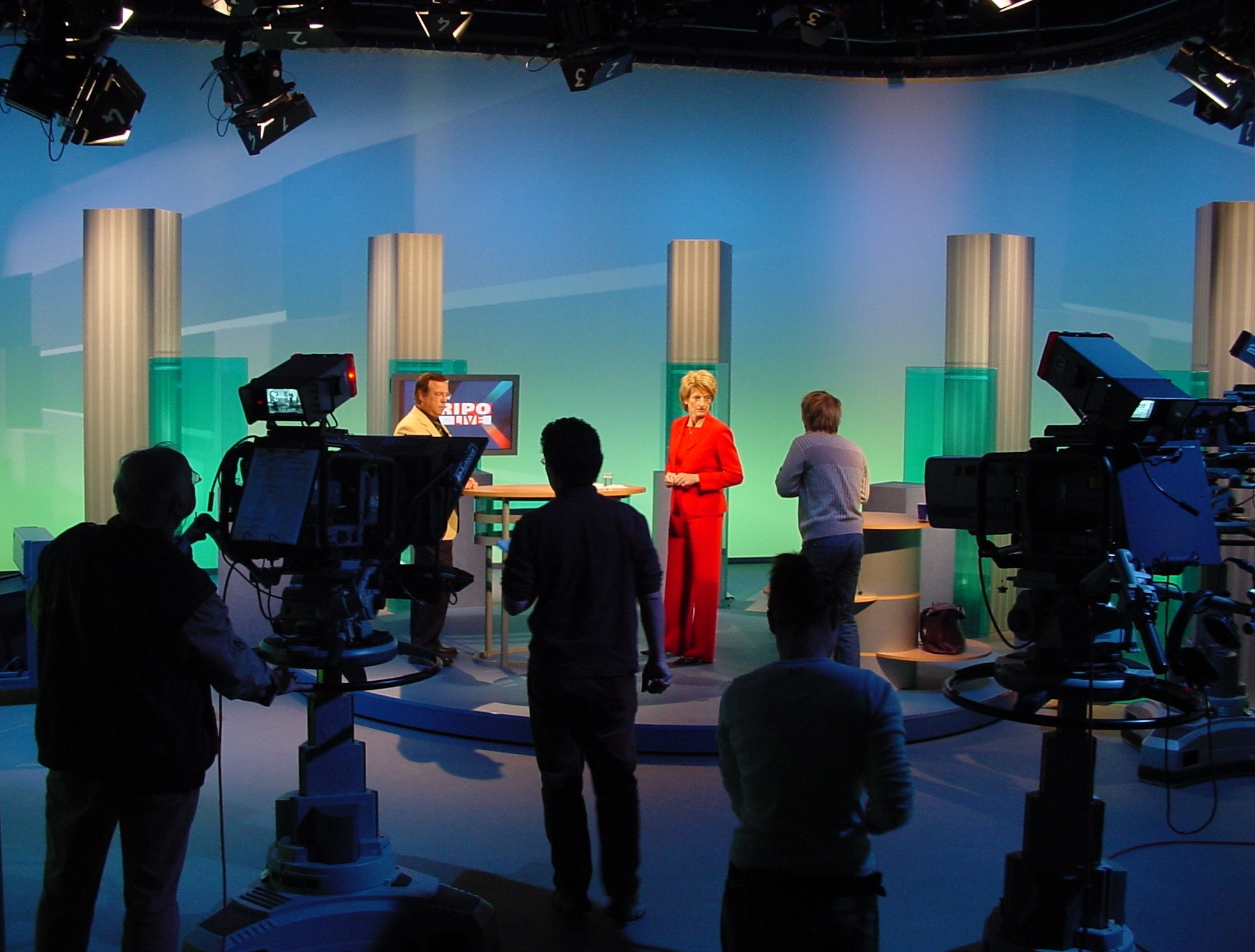
생방송 텔레비전 쇼 세트와 카메라

텔레비전 프로그램(영국 영어: television programme, 미국 영어: television show), 줄여서 TV 프로그램이란 텔레비전이 내보내는 내용물을 가리키는 말이다. 텔레비전 프로그램이 모여 텔레비전 편성을 구성한다. 텔레비전 프로그램의 내용은 여러 방면에 따라 달라지며 방송국의 성격에 따라서도 달라질 수 있다. 지상파 방송은 종합 편성을 하며, 케이블 방송이나 위성방송은 전문 편성을 하는 것을 일반적으로 볼 수 있다.

## 역사

### 미국
텔레비전 프로그램의 시작은 텔레비전의 초창기 역사와 궤를 같이 한다. 1920년대 말 텔레비전 수상기가 발명되고, 텔레비전 방송이 시작되면서 이를 구성하는 프로그램이 실험적으로, 비정기적으로 방송되기 시작하였다. 1928년에는 미국 뉴욕의 텔레비전 방송국 WGY에서 최초의 텔레비전 드라마인 《더 퀸스 메신저》 (The Queen's Messanger)가 방영되었고, 1931년에는 W2XCD 방송국에서 최초의 토크쇼 프로그램인 《피플 아이 해브 샷》 (People I Have Shot)을 편성하였다. 다만 이 당시 텔레비전 프로그램의 수신 지역은 방송탑을 중심으로 매우 좁은 영역에 그쳤다. 이후 독일에서는 1936년 베를린 올림픽 중계방송, 영국에서는 조지 6세 즉위식 중계방송, 미국에서는 1939년 뉴욕 만국박람회의 소개방송 등의 특집 행사 프로그램이 방송되면서 텔레비전 방송의 발전에 박차를 가하였으나, 제2차 세계 대전이 발발함에 따라 각국의 TV 방송이 중단되면서 발전을 그쳤고 이 여파는 전후에도 잠시 영향을 미쳤다. 하지만 텔레비전 프로그램은 다시 도약을 이루었다. 먼저 미국에서는 1947년 월드시리즈가 중계된 것을 계기로 국민들이 텔레비전을 한 대씩 장만하게 되었다. 이후 당시 인기를 끌던 라디오 프로인 〈텍사코 스타 극장〉이 TV로 자리를 옮기며 최초의 버라이어티 쇼가 되었으며, 진행자 밀튼 벌리는 '텔레비전 씨' (Mr. Television)로까지 불리게 되었다. 또한 이 프로그램은 텔레비전 방송이 광고주들을 끌어모을 수 있는 새롭고 안정적인 방식의 오락수단임을 입증하게 되었다. 1951년 9월에는 해리 트루먼 대통령의 샌프란시스코 조약 체결식 연설을 미국 전역에 처음으로 생중계하게 되었으며, 1954년 1월 1일에는 최초의 전국 컬러방송 프로그램 (로즈 퍼레이드 중계)을 편성하였다.
1930년대부터 신문에 텔레비전 방송 편성표가 처음 실리기 시작하였으며, 1970년대 이후 케이블 채널의 등장과 함께 편성표의 내용과 구성 또한 점차 다양화되었다.
2020년 8월 31일 뉴욕타임스는 오랜 전통을 이어오던 지면 내 TV 프로그램 편성표 게재를 공식적으로 중단하였다. 이는 전통적인 인쇄 매체가 디지털 중심의 미디어 환경 변화에 적응해 가는 과정 속에서, 편성표라는 정보 제공 방식이 시대적 역할을 마무리하고 역사 속으로 퇴장한 상징적인 사건으로 평가된다.

### 대한민국
1956년 대한민국 최초의 TV 방송이 시작된 이후, 시대의 변화와 기술의 발달에 따라 점차 발전해 왔다. 초창기에는 뉴스와 교육 방송처럼 기본적인 내용이 중심이었으며, 방송 장비와 제작 환경도 매우 제한적이었다. 1970년대에는 흑백 TV를 중심으로 드라마, 퀴즈쇼 등 대중적인 프로그램이 등장하면서 TV가 점차 일반 가정에 보급되기 시작했다. 이 시기의 대표적인 프로그램으로는 《장학퀴즈》, 《전우》, 《수사반장》 등이 있다.
1980년대에 들어서면서 컬러 TV가 본격적으로 보급되고, 방송 콘텐츠의 시각적 완성도와 장르 다양성이 크게 향상되었다. 대하사극, 가족드라마, 농촌드라마 등 다양한 드라마 장르가 인기를 끌었고, 교양 프로그램의 수준도 높아졌다.
1990년대에는 SBS가 개국하면서 지상파 3사(KBS, MBC, SBS) 체제가 갖추어졌고, 방송사 간 경쟁이 본격화되었다. 1995년에는 케이블 TV가 등장하면서 드라마, 스포츠, 영화 등 전문 채널이 생기고, 시청자 선택의 폭도 넓어졌다.
2000년대는 디지털 방송으로의 전환과 함께 화질 향상이 이루어졌고, 《무한도전》, 《1박 2일》, 《개그콘서트》 같은 리얼리티 예능 프로그램이 전성기를 누렸다. 이 시기에는 K-드라마와 예능이 해외에 수출되면서 한류가 세계적으로 확산되기 시작했다.
2010년대 이후에는 넷플릭스, 티빙, 웨이브 같은 OTT 플랫폼이 성장하면서 방송 콘텐츠 소비 방식이 급변하였다. 방송국의 전통적인 포맷에서 벗어나 유튜브 클립, 웹예능, 모바일 콘텐츠 등 다양한 형식의 프로그램이 등장했고, 기존 방송사들도 이러한 변화에 적응하기 시작했다.
2020년대 중반 이후로는 과거 인기 프로그램의 시즌제 부활, 새로운 기술(예: AI, 가상현실)의 접목, 지상파와 OTT의 협업 제작 등 다양한 실험이 이루어지고 있다. 《순간포착 세상에 이런 일이》는 2024년 5월 종영 후 약 6개월의 공백을 거쳐 다시 새로운 시즌으로 방송을 시작한 대표적인 사례다.
이처럼 대한민국의 텔레비전 프로그램은 시대의 흐름에 따라 계속 변화하며, 전통성과 혁신을 함께 이어가고 있다.
신문 지면상에 따르면, 1960년대부터 텔레비전 편성표가 신문 지면에 실리기 시작하였으며, 1972년부터 신문에 게재되는 방송 편성표는 가로축에 채널을 세로축에 시간을 배열하는 방식으로 변경되었다.
1995년부터 케이블 채널의 수가 점차 증가하기 시작하였고, 이어 1996년에는 위성방송이 실시되면서 방송 채널의 다양성이 더욱 확대되었다. 인터넷의 상용화와 함께 전자 프로그램 안내(EPG)의 보급이 확산되었고, 2010년대 후반 이후에는 OTT(Over-The-Top) 서비스의 등장과 함께 유튜브 및 다양한 온라인 커뮤니티를 통한 콘텐츠 소비가 본격화되었다. 이에 따라 기존 일간지에 수록되던 방송 편성표는 점차 그 역할이 축소되며 역사 속으로 사라져가는 추세로 보인다.

## 프로그램의 분류
텔레비전 프로그램은 내용과 대상의 성질에 따라 여러가지로 분류 할 수 있다. 일반적인 분류는 미리 분류를 결정하고 같은 성질을 가지고 있는 프로그램을 하나의 분류로서 카테고리화하는 형태로 하는 경우가 많다. 그 결과 하나의 프로그램이 다양한 분류에 속하거나 분류를 하는 인물에 따라서도 분류가 달라진다. 대한민국 방송법에는 방송분류의 하나로서 "보도, 교양, 예능(오락), 드라마"을 거론한다. 시청률 조사기관의 분류법에서는 이보다 더 상세히 나누기도 하는데, 대체로 다음과 같다.
- 뉴스 프로그램
- 교육 프로그램
- 음악 프로그램
- 텔레비전 드라마
- 텔레비전 애니메이션
- 텔레비전 영화

## 같이 보기
- 전자 프로그램 안내
- 각본가(스크린라이터)
- 영화 제작(필름메이킹)